# Norbert Schachinger

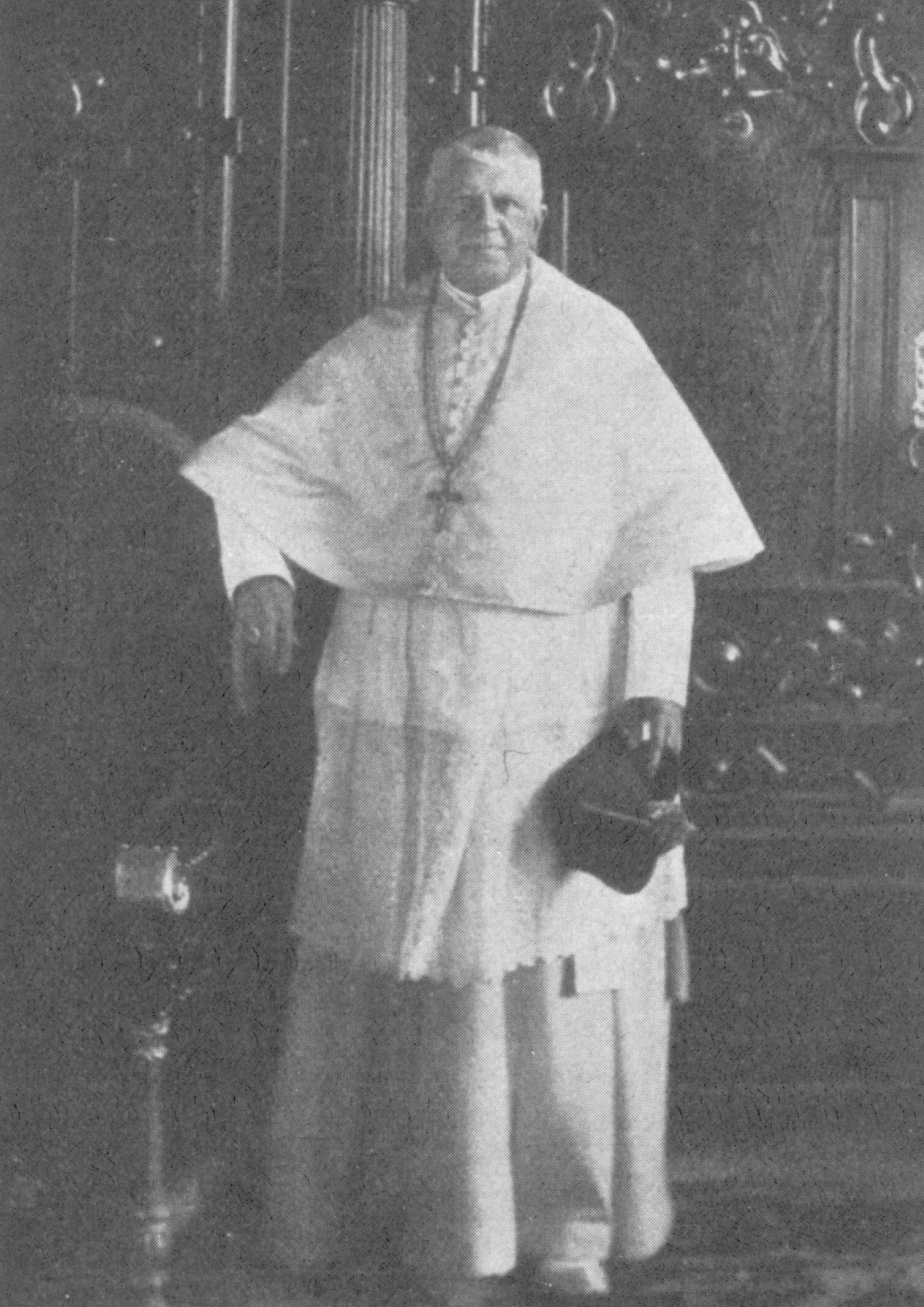
Norbert Schachinger, um 1917

Norbert Schachinger OPraem (* 23. Juni 1842 in Gurten als Martin Schachinger; † 27. Jänner 1922 in Schlägl) war ein österreichischer Prämonstratenser, der von 1884 bis 1922 Abt des Stifts Schlägl war. Zudem war er von 1906 bis 1922 der 58. Generalabt der Prämonstratenser. 

## Leben
Norbert Schachinger wurde am 23. Juni 1842 in eine hochangesehene und uralte Bauernfamilie in der Gemeinde Gurten im Innviertel geboren und in weiterer Folge auf den Namen Martin getauft. Er besuchte anfangs das Gymnasium in Linz und setzte seine Gymnasiallaufbahn in Salzburg fort, wo er diese auch beendete. Am 8. September 1861 trat er in das Prämonstratenser-Chorherrenstift Schlägl ein, wo er am 24. September 1865 die feierliche Profess ablegte, ehe er am 29. Juni 1866 zum Priester geweiht wurde. Bis zu seiner Profess hatte er im Stift St. Florian Theologie studiert. Anfangs als Katechet, Beichtvater und Stiftskaplan und von 1866 bis 1885 als Novizenmeister tätig, wurde er im Jahre 1873 als Subprior mit den Agenden eines Priors betraut und übte dieses Amt ebenfalls bis zu seiner Abtwahl im Jahre 1885 aus. Nach dem Tod von Dominik Lebschy, der seit 1838 dieses Amt innehatte und parallel dazu von 1861 bis 1868 Landeshauptmann von Oberösterreich war, wurde Schachinger zunächst zusammen mit zwei weiteren Chorherren als Administrator tätig, ehe er selbst am 14. Jänner 1885 zum Abt des Stifts Schlägl gewählt wurde. Am 15. Jänner 1885 erfolgte unter Franz Albert Eder, dem Erzbischof von Salzburg – dieser hatte bisweilen die Aufgaben von Franz Joseph Rudigier, dem Bischof von Linz, der am 29. November 1884 verstorben war und eigentlich die Benediktion vorgenommen hätte –, die feierliche Benediktion.
Als Abt zeigte Schachinger eine starke Betonung der klösterlichen Gemeinschaft und des Gebetslebens. Ebenso lag ihm daran den Josephinismus zu überwinden. In seine Amtszeit fiel unter anderem die Veranlassung des Baus der Gemäldegalerie des Stiftes, sowie der Ankauf des Forstes Kammer am Attersee, wo heute (Stand: 2020) noch immer die Stift Schlaegel’sche Forstverwaltung Kammer am Attersee ansässig ist. Außerdem fand unter seiner Führung eine rege Restaurationstätigkeit statt; so wurde unter anderem das Gotteshaus in Aigen neu aufgebaut. Von den jährlichen Einkünften des Stiftes spendete Abt Norbert stets ein Drittel an die Wohlfahrt. Parallel zu seiner Tätigkeit als Abt von Stift Schlägl war Schachinger von 1888 bis 1919 Präsident des Landeskulturrates für Oberösterreich, um den er sich große Verdienst erworben hatte. Am 21. Oktober 1919, dem Tag seines Ausscheidens, wurde er von der Plenarversammlung des Landeskulturrates zum Ehrenpräsidenten gewählt. So war Schachinger nahezu an der kompletten bisherigen Entwicklung des oberösterreichischen Landeskulturrates beteiligt gewesen. Dieser entstand ab 1886 in einer Stube des heute nicht mehr existierenden Gasthofes Goldene Birne in Linz und hatte lediglich einen einzigen Mitarbeiter, der Sekretär, Konzipist, Mundant, Buchhalter und Amtsdiener in einem war. Im Gründungsjahr hatte der Landeskulturrat rund 3000 Mitglieder. Am 19. Dezember 1912 wurde das Landeskulturratsgebäude in Linz offiziell eingeweiht und vor allem Schachinger besonders hervorgehoben und geehrt. Bis zu seinem Tod hatte sich die Mitgliederzahl nahezu verzehnfacht. Im Generalkapitel in der Abtei Tongerlo in Belgien wurde Schachinger im Jahr 1889 zum Vikar für die österreichische Vikarie ernannt. Des Weiteren war er 1902 Präses des Generalkapitels des Ordens zu Averbode in Belgien.
Wie bereits anfangs erwähnt fungierte er von 1906 bis 1922 als der 58. Generalabt des Prämonstratenserordens. Bei insgesamt vier Generalkapiteln (1906, 1908, 1914 und 1921) führte er in diese Zeit den Vorsitz. Zu seinem weiteren Aufgabengebiet zählte auch die Herausgabe liturgischer Bücher. Weiters zeichnete er sich durch die Gründung eines Generalatshauses in Rom. Der als stark konservativ geltende Schachinger wurde im Laufe seines Lebens vielfach geehrt und ausgezeichnet. So war er unter anderem Ehrenbürger von 14 verschiedenen Gemeinden; dazu zählten unter anderem Oepping, Berg, Schlägl, Ulrichsberg, St. Oswald, Haslach, Klaffer, Schwarzenberg, Mirotic (CZ), Friedberg (CZ), Luppetsching (CZ), Wadetschlag (CZ) und Kirchschlag (CZ). Von Ernest Maria Müller, dem damaligen Bischof von Linz, wurde er zum Konsistorialrat ernannt; die Diözese Budweis ernannte ihn zum Ehrenkonsistorialrat.
Von Pius X. erhielt er im Jahr 1912 das Recht, bei feierlichen Anlässen die bischöfliche Cappa magna (ein violettes, sieben Meter langes Schleppkleid) tragen zu dürfen. Vom Staat bzw. dem Kaiser wurde er ebenfalls mehrfach ausgezeichnet; so zum Beispiel mit dem Ritterkreuz des Österreichisch-kaiserlichen Leopold-Ordens, dem Komturkreuz mit Stern des Franz-Joseph-Ordens oder dem Ehrenzeichen II. Klasse für Verdienste um das Rote Kreuz. Noch vor seinem Ableben wurden ihm vom amtierenden oberösterreichischen Landeshauptmann Johann Nepomuk Hauser und dem Staatssekretär für Land- und Forstwirtschaft für sein hervorragendes Wirken im Landeskulturrat gedankt und die volle Anerkennung ausgesprochen.
1915 wurde er zum Senior seiner Kirche. Speziell in Oberösterreich zeichnete sich Schachinger, der bis zu seinem Ableben als überaus umtriebig galt, als Förderer des Landwirtschaftswesens aus.
Am 27. Januar 1922 um rund 2:45 Uhr morgens starb Schachinger, nachdem er davor noch die heiligen Sterbesakramente erhalten hatte, nach längerem Leiden im Alter von 79 Jahren im Schlaf. Das Kärntner Tagblatt schrieb am 2. Februar 1922, dass Schachinger schon seit Jahren an einer „nervösen Magenerkrankung“ gelitten habe. Wie bei früheren Anfällen soll er auch diesmal wieder versucht haben, durch Fasten seine Beschwerden zu lindern. Seit Oktober 1921 soll sich die Krankheit immer deutlicher gezeigt haben. Bei seinem Eintrag im Sterbebuch der Gemeinde Aigen im Mühlkreis wird ein Magenkarzinom als Krankheit angegeben. Das Leichenbegängnis fand am 31. Jänner 1922 ab 10 Uhr im Stift Schlägl statt; die Segnung des Leichnams nahm Johannes Maria Gföllner, amtierender Bischof von Linz, vor. Die Bestattung erfolgte daraufhin in der Maria-Anger-Kirche im Stift Schlägl. Beim Begräbnis waren zahlreiche Personen des öffentlichen Lebens zugegen; neben dem Landeshauptmann und dessen Stellvertreter waren dies Bundesräte, Nationalräte, Landesabgeordnete, diverse weitere Politiker, verschiedene Äbte, Propste, Priore und zahlreiche Priester. Das Begräbnis galt im Allgemeinen als sehr gut besucht.
Bis zur Wahl eines Nachfolgers ging die Leitung des Ordens auf den rangältesten der Generalvikare, in diesem Fall auf den Abt des belgischen Stiftes Averbode, Gummarus Crets, über. Am 19. April 1922 wurde Gilbert Schartner zu seinem Nachfolger gewählt.

## Familie
Sein jüngerer Bruder Georg (1843–1925) war ein Weltpriester und katholisch-konservativer Politiker, der von 1897 bis 1914 im österreichischen Abgeordnetenhaus saß. Außerdem war ein weiterer Bruder ein Weltpriester; ebenso die zwei einzigen Söhne seiner Schwester.